# Zjelezna
Zjelezna (bulgariska: Железна) är ett distrikt i Bulgarien. Det ligger i kommunen Obsjtina Tjiprovtsi och regionen Montana, i den västra delen av landet, 80 km norr om huvudstaden Sofia.
I omgivningarna runt Zjelezna växer i huvudsak lövfällande lövskog. Runt Zjelezna är det glesbefolkat, med 11 invånare per kvadratkilometer.